# Istanbul Airlines
Istanbul Airlines (İstanbul Hava Yolları) war eine türkische Charterfluggesellschaft, die ab Anfang 1996 auch nationale Linienflüge durchführte. Das Unternehmen stellte den Flugbetrieb im Jahr 2000  ein.

## Geschichte
Istanbul Airlines wurde im Dezember 1985 von türkischen Privatinvestoren in Istanbul gegründet. Die Aufnahme des Flugbetriebs erfolgte am 14. März 1986 mit zwei von der SAT Flug übernommenen Maschinen des Typs Sud Aviation Caravelle und zwei von der rumänischen Fluglinie TAROM gemieteten BAC 1-11. Im ersten Jahr ihres Bestehens beförderte die Gesellschaft 105.122 Fluggäste.
Nachdem Istanbul Airlines weitere Reiseveranstalter als Kunden gewinnen konnte, unter anderem den Urlaubsanbieter Öger Tours, wurde die Flotte 1987 mit zwei zusätzlichen Caravelle und 1988 mit einer Boeing 737-400 erweitert. Gemietete Maschinen des Typs Boeing 727-200 kamen ab 1991 zum Einsatz und lösten die Caravelle schrittweise ab. In den 1990er-Jahren entwickelte sich Istanbul Airlines zu einer der führenden türkischen Charterfluggesellschaften und modernisierte ihre Flotte mit geleasten Flugzeugen der Typen Boeing 737 und Boeing 757. Zudem mietete das Unternehmen bei Bedarf kurzfristig Maschinen anderer Fluglinien an. Nach der Deregulierung des türkischen Luftverkehrs führte Istanbul Airlines ab Februar 1996 auch Linienflüge innerhalb der Türkei durch. Die touristischen Charterdienste blieben weiterhin das Hauptgeschäftsfeld der Gesellschaft. Im Jahr 1997 besaß das Unternehmen einen 10-prozentigen Marktanteil auf den Charterstrecken in die Türkei und beförderte mit 17 Flugzeugen 2.399.350 Passagiere.
Im Jahr 2000 geriet Istanbul Airlines in finanzielle Schwierigkeiten und musste fünf Boeing 737 an den Leasinggeber zurückgeben. Infolgedessen kam es zu Verspätungen und Flugausfällen. Das deutsche Touristikunternehmen Condor & Neckermann Touristik (C&N) beendete daraufhin seine Zusammenarbeit mit der Gesellschaft. Istanbul Airlines stellte den Betrieb am 24. August 2000 aus wirtschaftlichen Gründen ein. Eine geplante Wiederaufnahme der Flugdienste im Jahr 2001 konnte nicht realisiert werden.

## Flotte

### Flotte bei Betriebseinstellung
Zum Zeitpunkt der Betriebseinstellung bestand die Flotte der Istanbul Airlines aus fünf Boeing 737-400, einer Boeing 737-800 und einer von Air Atlanta Icelandic gemieteten Lockheed L-1011 TriStar.

### Zuvor eingesetzte Flugzeuge
- BAC 111-500
- Boeing 727-200
- Boeing 737-200, 737-300
- Boeing 757-200
- Sud Aviation Caravelle